# Uški zaljev
Uški zaljev (rus. Ушки) je mali zaljev u Habarovskom kraju, Rusija.
Uški zaljev nalazi se na sjevernoj obali Ohotskog mora. Nalazi se istočno od planinskog poluotoka Lisjanski. Zaljev je širok 24 km (15 milja) i nalazi se između rta Jelagin na zapadu i rta Ržavji na istoku - potonji je vidljiv s velike udaljenosti za vedrog dana jer je njegova crvena boja u kontrastu sa smeđom bojom obale na s obje strane.
Dubina sjevernog dijela zaljeva doseže 26 m.
Američki kitolovci krstarili su u potrazi za grenlandskim kitovima u zaljevu 1840-ih i 1850-ih. Nazvali su ga Shepherdess Bay, po brodu Mystic koji je često posjećivao to područje u to vrijeme.